# 佩雷·里巴
佩雷·里瓦·马德里（Pere Riba Madrid，1988年4月7日—）是一位西班牙前職業網球運動員，2003年轉職業。2011年5月16日，他上升到生涯單打最高排名為65位。他的教練為霍爾迪·阿雷斯。
退役后，里巴在WTA巡回赛上执教并与多位球员合作，包括郑钦文、阿兰查·罗斯和可可·高夫。

## 單打戰績表
| 大滿貫    | 2010 | 2011 |
| --------- | ---- | ---- |
| 澳網      | A    | 2R   |
| 法網      | 2R   |      |
| 溫網      | 1R   |      |
| 美網      | 1R   |      |
| 冠軍–決賽 | 0–0  | 0–0  |
| 年終排名  | 72   |      |

## 外部連結
- 佩雷·里巴（英文/西班牙文）的官方資料
- 佩雷·里巴的國際網球總會 職業／青少年 官方資料（英文）
- 佩雷·里巴的官方資料（英文）